# Лозари
Лозари (итал. Lozari) је насељено место у Републици Хрватској у Истарској жупанији. Административно је у саставу Града Буја.

## Становништво
Према задњем попису становништва из 2001. године у насељу Лозари живело је 19 становника који су живели у 8 породичних домаћинстава.
Кретање броја становника по пописима 1857—2001.
| година пописа  | 1857. | 1869. | 1880. | 1890. | 1900. | 1910. | 1921. | 1931. | 1948. | 1953. | 1961. | 1971. | 1981. | 1991. | 2001. |
| бр. становника | 0     | 0     | 53    | 59    | 93    | 107   | 0     | 0     | 134   | 86    | 74    | 39    | 25    | 20    | 19    |

Напомена:У 1857, 1869, 1921. i 1931. подаци су садржани у насељу Красица. До 1910. исказивани су као део насеља. 